# Saint Jhn
Карлос Сент-Джон (англ. Carlos St. John; 26 серпня 1986, Бруклін, США), більш відомий під сценічним псевдонімом Saint Jhn (або стилізовано SAINt JHN) — американський репер, співак, композитор і музичний продюсер. Він випустив свій перший студійний альбом, Collection One, в березні 2018 року. Здобув популярність завдяки синглу Roses, який видано 2016 року. Ремікс казахського діджея Imanbek на пісню Roses, що вийшов у 2019 році, допоміг їй стати світовим хітом; досі[коли?] вона входить в топ-10 в чарті Billboard Hot 100 і очолила австралійські, нідерландські, ірландські, новозеландські й британський чарти. До того Джон писав пісні для багатьох музикантів, зокрема для Jidenna, Hoodie Allen, Usher, Kiesza та інших. Він є одним із засновників музичного колективу Gødd Complexx.

## Раннє життя
Карлос Сент-Джон народився в Брукліні, штат Нью-Йорк, і має гаянське походження. Він почав писати музику, коли йому було 12 років. Він написав свою першу пісню на першому курсі середньої школи, коли жив у Гаяні.

## Кар'єра
До того, як узяти сценічний псевдонім Saint Jhn, він виступав і писав музику під своїм справжнім ім'ям — Карлос Сент-Джон. У 2010 році він випустив міні-альбом The St. John Portfolio і мікстейп In Association. Протягом двох місяців він писав пісні для Ріанни, але жодна з його пісень не була прийнята.
У наступні роки Джон писав пісні для Kiesza, Gorgon City, Nico & Vinz і ін. У 2016 році він випустив свою першу пісню під назвою 1999. Пізніше в 2016 році, він випустив два сингли — Roses і Reflex.
У лютому 2017 року вийшов альбом Джиденни, The Chief, з піснею Helicopters / Beware, написаною Джоном. Наступного місяця Джон випустив ще один сингл, 3 Below. У лютому 2018 Джон випустив I Heard You Got Too little Last Night. На початку березня 2018 він випустив пісню Albino Blue, а 30 березня 2018 року вийшов його дебютний альбом. На той час видані ним пісні альбому набрали 50 мільйонів переглядів на різних платформах. У квітні 2020 року сингл Roses зайняв перше місце в австралійському та британському чартах.

## Дискографія

### Студійні альбоми
| Назва                       | Деталі | Найвищі позиції в чартах | Найвищі позиції в чартах |
| Назва                       | Деталі | US                       | CAN                      |
| --------------------------- | --- | ------------------------ | ------------------------ |
| Collection One              | - Випущений: 30 березня 2018 р - Лейбл: Самовипущена пісня - Формат: Цифрова дистрибуція, стрімінг        | 50                       | 7                        |
| Ghetto Lenny's Love Songs   | - Випущений: 23 серпня 2019 р - Лейбл: Godd Complexx, HITCO - Формат: Цифрова дистрибуція, стрімінг       | 39                       | 41                       |
| While the World Was Burning | - Випущений: 20 листопада 2020 року - Лейбл: Godd Complexx, HITCO - Формат: Цифрова дистрибуція, стрімінг | —                        | —                        |

### Міні-альбоми
| Назва                                       | Деталі                                                                                  |
| ------------------------------------------- | --------------------------------------------------------------------------------------- |
| The St. John Portfolio (as Carlos St. John) | - Випущений: 8 березня 2010 р - Лейбл: Самовипущена пісня - Формат: Цифрова дистрибуція |

### Мікстейпи
| Назва                               | Деталі                                                                                  |
| ----------------------------------- | --------------------------------------------------------------------------------------- |
| In Association (as Carlos St. John) | - Випущений: 25 грудня 2010 р - Лейбл: Самовипущена пісня - Формат: Цифрова дистрибуція |

### Сингли

#### Як провідний виконавець
| Назва                                                                           | Рік  | Найвищі позиції в чарті | Найвищі позиції в чарті | Найвищі позиції в чарті | Найвищі позиції в чарті | Найвищі позиції в чарті | Найвищі позиції в чарті | Найвищі позиції в чарті | Найвищі позиції в чарті | Найвищі позиції в чарті | Найвищі позиції в чарті | Сертифікації | Альбом                      |
| Назва                                                                           | Рік  | US                      | AUS                     | BEL (FL)                | CAN                     | DEN                     | FRA                     | GER                     | NLD                     | NZ                      | UK                      | Сертифікації | Альбом                      |
| ------------------------------------------------------------------------------- | ---- | ----------------------- | ----------------------- | ----------------------- | ----------------------- | ----------------------- | ----------------------- | ----------------------- | ----------------------- | ----------------------- | ----------------------- | --- | --------------------------- |
| «1999»                                                                          | 2016 | —                       | —                       | —                       | —                       | —                       | —                       | —                       | —                       | —                       | —                       | | Non-album single            |
| «Some Nights»                                                                   | 2017 | —                       | —                       | —                       | —                       | —                       | —                       | —                       | —                       | —                       | —                       | | Collection One              |
| «N***a Sh*t (Swoosh)»                                                           | 2018 | —                       | —                       | —                       | —                       | —                       | —                       | —                       | —                       | —                       | —                       | | Collection One              |
| «McDonalds Rich»                                                                | 2018 | —                       | —                       | —                       | —                       | —                       | —                       | —                       | —                       | —                       | —                       | | Non-album singles           |
| «White Parents Are Gonna Hate This»                                             | 2018 | —                       | —                       | —                       | —                       | —                       | —                       | —                       | —                       | —                       | —                       | | Non-album singles           |
| «Trap» (featuring Lil Baby)                                                     | 2019 | —                       | —                       | —                       | —                       | —                       | —                       | —                       | —                       | —                       | —                       | - RIAA: Gold | Ghetto Lenny's Love Songs   |
| «Brown Skin Girl» (with Beyoncé and Wizkid featuring Blue Ivy Carter)           | 2019 | 76                      | —                       | —                       | 60                      | —                       | —                       | —                       | 82                      | —                       | 42                      | | The Lion King: The Gift     |
| «All I Want Is a Yacht»                                                         | 2019 | —                       | —                       | —                       | —                       | —                       | —                       | —                       | —                       | —                       | —                       | | Ghetto Lenny's Love Songs   |
| «Anything Can Happen» (featuring Meek Mill)                                     | 2019 | —                       | —                       | —                       | —                       | —                       | —                       | —                       | —                       | —                       | —                       | | Ghetto Lenny's Love Songs   |
| "Roses (Saint Jhn song)\|Roses" (Imanbek remix)                                 | 2019 | 4                       | 1                       | 3                       | 1                       | 3                       | 2                       | 3                       | 1                       | 1                       | 1                       | - RIAA: Platinum - ARIA: 5× Platinum - BEA: 2× Platinum - BPI: 2× Platinum - BVMI: Platinum - IFPI DEN: Platinum - RMNZ: 2× Platinum - SNEP: Diamond | While the World Was Burning |
| «I Can Fvcking Tell»                                                            | 2020 | —                       | —                       | —                       | —                       | —                       | —                       | —                       | —                       | —                       | —                       | | Ghetto Lenny's Love Songs   |
| «Famous» (with Octavian and Gunna)                                              | 2020 | —                       | —                       | —                       | —                       | —                       | —                       | —                       | —                       | —                       | —                       | | Non-album single            |
| «Gorgeous»                                                                      | 2020 | —                       | —                       | —                       | —                       | —                       | —                       | —                       | —                       | —                       | —                       | | While the World Was Burning |
| «Sucks to Be You»                                                               | 2020 | —                       | —                       | —                       | —                       | —                       | —                       | —                       | —                       | —                       | —                       | | While the World Was Burning |
| «—» позначає запис, який не склав діаграми або не був виданий на цій території. |      |                         |                         |                         |                         |                         |                         |                         |                         |                         |                         | |                             |

#### Як запрошений виконавець
| Назва                                                                            | Рік  | Альбом            |
| -------------------------------------------------------------------------------- | ---- | ----------------- |
| «Beretta Lake» (Teflon Sega featuring Saint Jhn)                                 | 2016 | Non-album singles |
| «Been Thru This Before» (Marshmello and Southside featuring Giggs and Saint Jhn) | 2020 | Non-album singles |

### Написання пісень та робота продюсером
| Назва                  | Рік  | Основний виконавець(і) | Альбом           | Роль                |
| ---------------------- | ---- | ---------------------- | ---------------- | ------------------- |
| «No Interruption»      | 2012 | Hoodie Allen           | All American     | Співавтор           |
| «Bad Thing»            | 2014 | Kiesza                 | Sound of a Woman | Співавтор           |
| «The Love»             | 2014 | Kiesza                 | Sound of a Woman | Співавтор           |
| «Piano»                | 2014 | Kiesza                 | Sound of a Woman | Співавтор           |
| «Praying to a God»     | 2015 | Nico & Vinz            | Cornerstone      | Співавтор           |
| «Doubts»               | 2016 | Gorgon City            | Kingdom          | Співавтор           |
| «Crash»                | 2016 | Usher                  | Hard II Love     | Співавтор, продюсер |
| «Rivals»               | 2016 | Usher                  | Hard II Love     | Співавтор, продюсер |
| «Helicopters / Beware» | 2017 | Jidenna                | The Chief        | Співавтор           |
| «Can't Wait»           | 2017 | dvsn                   | Morning After    | Співавтор           |

### Виноски
1. ↑  SAINt JHN Lyrics, Songs, and Albums. Genius. Архів оригіналу за 3 грудня 2020. Процитовано 14 червня 2020.
2. ↑  Hyman, Dan (25 грудня 2017). Young rapper SAINt JHN goes with the flow. Interview Magazine. Архів оригіналу за 22 травня 2018. Процитовано 24 квітня 2018.
3. 1 2 3 4  Starling, Lakin (7 жовтня 2016). How Rapper Saint JHN Learned To Appreciate His Own Gifts. The FADER. Архів оригіналу за 4 травня 2018. Процитовано 24 квітня 2018.
4. ↑  C.M., Emmanuel (25 листопада 2016). The Break Presents: SAINt JHN. XXL. Архів оригіналу за 20 квітня 2018. Процитовано 24 квітня 2018.
5. ↑  Listen to Brooklyn Artist SAINt Jhn's Intense "Roses". Pigeons & Planes. 22 липня 2016. Архів оригіналу за 23 серпня 2018. Процитовано 24 квітня 2018.
6. ↑  Carlos St. John - The St. John Portfolio (EP). Pigeons & Planes. 8 березня 2010. Архів оригіналу за 23 серпня 2018. Процитовано 24 квітня 2018.
7. ↑  Carlos St. John - In Association (Mixtape). Pigeons & Planes. 25 грудня 2010. Архів оригіналу за 20 березня 2018. Процитовано 24 квітня 2018.
8. 1 2 3  Wallace, Riley (30 березня 2018). SAINt JHN's Debut Album Took A Lifetime To Create. HipHopDX. Архів оригіналу за 31 березня 2018. Процитовано 24 квітня 2018.
9. 1 2  Carlos St. John - Credits. AllMusic. Архів оригіналу за 23 серпня 2018. Процитовано 24 квітня 2018.
10. ↑  Starling, Lakin (28 червня 2016). SAINt JHN Lets Us In On His Journey With "1999". The FADER. Архів оригіналу за 9 квітня 2018. Процитовано 24 квітня 2018.
11. ↑  Smith, Trevor (24 липня 2016). SAINt JHN - Roses. HotNewHipHop. Архів оригіналу за 23 серпня 2018. Процитовано 24 квітня 2018.
12. ↑  Hunter, Christopher (7 березня 2017). SAINt JHN Isn't Trying to Be a Hero on New Song "3 Below". XXL. Архів оригіналу за 24 квітня 2018. Процитовано 24 квітня 2018.
13. ↑  C.M., Emmanuel (23 жовтня 2017). Saint JHN Brags for New Song "Hermes Freestyle". XXL. Архів оригіналу за 6 травня 2018. Процитовано 24 квітня 2018.
14. ↑  Moore, Jacob (9 березня 2018). SAINt JHN Drops "Albino Blue," Plans to Release Debut Album March 30. Pigeons & Planes. Архів оригіналу за 13 березня 2018. Процитовано 24 квітня 2018.
15. ↑  Aniftos, Rania (9 лютого 2018). Saint JHN Delivers an Ode to the Wild Ones in 'Heard You Got Too Lit Last Night': Exclusive Premiere. Billboard. Архів оригіналу за 10 лютого 2018. Процитовано 24 квітня 2018.
16. ↑  Balfour, Jay (13 лютого 2018). SAINt JHN - "I Heard You Got Too Litt Last Night". Pitchfork. Архів оригіналу за 23 серпня 2018. Процитовано 24 квітня 2018.
17. ↑  SAINt JHN, The Smith Street Band Rule Australia’s Charts. billboard.com. 27 квітня 2020. Архів оригіналу за 14 червня 2020. Процитовано 27 квітня 2020.
18. ↑  Saint Jhn Chart History: Billboard 200. Billboard. Архів оригіналу за 19 липня 2020. Процитовано 1 вересня 2020.
19. ↑  Saint Jhn Chart History: Canadian Albums. Billboard. Архів оригіналу за 19 липня 2020. Процитовано 1 вересня 2020.
20. ↑  Ghetto Lenny's Love Songs by SAINt JHN. Apple Music. Архів оригіналу за 23 серпня 2019. Процитовано 23 серпня 2019. [Архівовано 2019-08-23 у Wayback Machine.]
21. ↑  Cowen, Trace William (25 жовтня 2020). Saint Jhn Unveils Star-Studded Feature List for Upcoming Album. Complex. Архів оригіналу за 30 жовтня 2020. Процитовано 26 жовтня 2020.
22. ↑  Saint Jhn Chart History: Hot 100. Billboard. Архів оригіналу за 19 липня 2020. Процитовано 1 вересня 2020.
23. ↑  ARIA Australian Top 50 Singles. Australian Recording Industry Association. 6 квітня 2020. Архів оригіналу за 21 березня 2020. Процитовано 4 квітня 2020.
24. ↑  Discografie Saint Jhn. Ultratop. Архів оригіналу за 14 червня 2020. Процитовано 30 листопада 2019.
25. ↑  Saint Jhn Chart History: Canadian Hot 100. Billboard. Архів оригіналу за 19 липня 2020. Процитовано 1 вересня 2020.
26. ↑  Track Top-40 Uge 12, 2020. Hitlisten. Архів оригіналу за 14 червня 2020. Процитовано 1 квітня 2020.
27. ↑  Top Singles (Week 19, 2020) (фр.). Syndicat National de l'Édition Phonographique. Архів оригіналу за 23 жовтня 2020. Процитовано 11 травня 2020.
28. ↑  Discographie von Saint Jhn. GfK Entertainment. Архів оригіналу за 14 червня 2020. Процитовано 24 квітня 2020.
29. ↑  Discografie SAINt JHN. dutchcharts.nl. Архів оригіналу за 7 липня 2020. Процитовано 3 січня 2020.
30. ↑  Discography SAINt JHN. charts.org.nz. Hung Medien. Архів оригіналу за 17 червня 2020. Процитовано 15 травня 2020.
31. ↑  Saint Jhn | full Official Chart history. Official Charts Company. Архів оригіналу за 31 березня 2020. Процитовано 11 січня 2020.
32. ↑  1999 - Single by SAINt JHN. iTunes. Архів оригіналу за 24 серпня 2018. Процитовано 23 серпня 2018.
33. ↑  Some Nights - Single by SAINt JHN. iTunes. Архів оригіналу за 23 серпня 2018. Процитовано 23 серпня 2018.
34. ↑  N***a Sh*t (Swoosh) - Single by SAINt JHN. iTunes. Архів оригіналу за 23 серпня 2018. Процитовано 23 серпня 2018.
35. ↑  McDonalds Rich - Single by SAINt JHN. iTunes. Процитовано 1 листопада 2018.
36. ↑  White Parents Are Gonna Hate This - Single by SAINt JHN. iTunes. Архів оригіналу за 15 грудня 2018. Процитовано 15 грудня 2018.
37. ↑  Trap (feat. Lil Baby) - Single by SAINt JHN. iTunes. Архів оригіналу за 23 серпня 2019. Процитовано 15 квітня 2019. [Архівовано 2019-08-23 у Wayback Machine.]
38. 1 2  Gold & Platinum — Saint Jhn. Recording Industry Association of America. Архів оригіналу за 14 червня 2020. Процитовано 20 червня 2020.
39. ↑  NZ Hot Singles Chart. Recorded Music NZ. 29 липня 2019. Архів оригіналу за 26 липня 2019. Процитовано 27 липня 2019. [Архівовано 2019-07-26 у Wayback Machine.]
40. ↑  All I Want Is a Yacht - Single SAINt JHN. Apple Music. Архів оригіналу за 16 грудня 2020. Процитовано 26 липня 2019. [Архівовано 2020-12-16 у Wayback Machine.]
41. ↑  Anything Can Happen (feat. Meek Mill) - Single SAINt JHN. Apple Music. Архів оригіналу за 19 жовтня 2020. Процитовано 23 серпня 2019. [Архівовано 2020-10-19 у Wayback Machine.]
42. ↑  ARIA Australian Top 50 Singles. Australian Recording Industry Association. 9 листопада 2020. Архів оригіналу за 28 листопада 2020. Процитовано 7 листопада 2020.
43. ↑  Goud en Platina – Singles 2020. Ultratop. Архів оригіналу за 22 лютого 2020. Процитовано 4 вересня 2020.
44. ↑  
British    certifications – Saint Jhn (Англійська) . Британська асоціація виробників фонограм (BPI). Процитовано 28 серпня 2020. Введіть Saint Jhn у полі "Search BPI Awards" та потім натисніть Enter.
45. ↑  Gold-/Platin-Datenbank. Архів оригіналу за 7 липня 2020. Процитовано 7 липня 2020.
46. ↑  
Danish  single  certifications – Saint Jhn – Roses. IFPI Данія. Процитовано 21 квітня 2020.
47. ↑  
New Zealand  single  certifications – SAINt JHN – Roses (Imanbek remix). Recorded Music NZ. Процитовано 3 липня 2020.[недоступне посилання з листопад 2024]
48. ↑  
French  single  certifications – Saint Jhn (Французька) . Французька національна профспілка виробників фонограм. Процитовано 14 квітня 2020.
49. ↑  SAINt JHN - I Can Fvcking Tell (Official Video). 20 квітня 2020. Архів оригіналу за 5 травня 2020. Процитовано 1 травня 2020 — через YouTube.
50. ↑  Famous - Single by Octavian, Gunna & SAINt JHN on Apple Music. Архів оригіналу за 16 листопада 2020. Процитовано 6 вересня 2020.
51. ↑  @SAINtJHN (8 жовтня 2020). Gorgeous! Drops at midnight! (Твіт). Процитовано 8 жовтня 2020 — через Твіттер.
52. ↑  SAINt JHN Releases "Sucks To Be You". HotNewHipHop. 26 жовтня 2020. Архів оригіналу за 31 жовтня 2020. Процитовано 27 жовтня 2020.
53. ↑  Beretta Lake (feat. SAINt JHN) - Single by Teflon Sega. iTunes. Архів оригіналу за 23 серпня 2018. Процитовано 23 серпня 2018.
54. ↑  Been Thru This Before (feat. Giggs & SAINt JHN) - Single by Marshmello and Southside. iTunes. Архів оригіналу за 20 липня 2020. Процитовано 4 квітня 2020.